# Lake Forest, Illinois
Lake Forest är en stad (city) i Lake County, i delstaten Illinois, USA. Enligt United States Census Bureau har staden en folkmängd på 19 448 invånare (2011) och en landarea på 44,5 km².